# Psi-ugle
 For alternative betydninger, se Psi.
Psi-ugle (Acronicta psi) også kaldet Blågrå psi-ugle og psiugle er en sommerfugl, der tilhører familien Ugler (Noctuidae). Denne grå arter er blevet opkaldt efter en sort tegning på forvingerne, som kan ligne det græske bogstav psi (Ψ). Arten er meget lig med den sjældne art treforkugle (Acronicta tridens)
Arten er almindelig i Danmark.

## Udseende
En mellemstor (vingefang 38-43 mm), kraftfuld, lysgrå noctuidae. Antennerne er trådformede, krop dækket med lys grå hår. Larven er sort eller mørkgrå med gul rygstribe, hvid sidestribe og røde vorter langs side.